# 小林茂生
小林 茂生（こばやし しげお、1969年9月26日 - ）は、千葉県千葉市出身の元プロ野球選手（投手）、野球指導者。右投右打。

## 来歴・人物
中学までは捕手を務めており、横芝敬愛高進学後に投手に転向した。2年夏は2回戦、3年夏は1回戦で敗退しており、甲子園出場経験はない。
日体大進学を希望していたが、1987年のプロ野球ドラフト会議でロッテオリオンズから4位指名を受けて入団。武器はカーブ、フォーク。
一軍出場がないまま、1993年限りで現役を引退した。

### 現役引退後
引退後はロッテに残りで2007年まで打撃投手を、2008年よりスコアラーを務める。
その後は、2018年から2019年にロッテのアカデミーコーチを経て、2020年からは栃木県に拠点を置くエイジェックの女子ユースチームの監督を務めている。2022年から2024年まで同グループのエイジェック女子硬式野球部の監督を務め、2025年からシニアディレクターに就任。

## 詳細情報

### 年度別投手成績
- 一軍公式戦出場なし

### 背番号
- 52 （1988年 - 1993年）
- 104 （1994年 - 2007年）